# Tannenfels (Schiff, 1938)
Die 1938 in Dienst gestellte dritte Tannenfels der Deutschen Dampfschiffahrtsgesellschaft „Hansa“ (DDG „Hansa“) gehörte zu den ab 1936 in Dienst genommenen Motorschiffen der Ehrenfels-Klasse.
Die Tannenfels suchte bei Kriegsbeginn 1939 den Hafen von Kismaayo in der italienischen Kolonie Somaliland als Zuflucht auf. 1941 gelang es ihr, von dort nach Bordeaux zu entkommen. Das Schiff wurde 1942 als Blockadebrecher eingesetzt und lief nach Japan und zurück. Auf der Rückfahrt traf es den Hilfskreuzer Stier und übernahm dessen Besatzung, als der manövrierunfähige Hilfskreuzer nach dem Gefecht mit dem bewaffneten Liberty-Frachter Stephen Hopkins am 27. September 1942 aufgegeben werden musste. Am 2. November 1942 erreichte die Tannenfels wieder Bordeaux. Dort wurde sie am 12. Dezember 1942 durch ein britisches Kommandounternehmen schwer beschädigt. Trotz Reparatur wurde das Schiff nicht mehr eingesetzt und schließlich im August 1944 vor Bordeaux als Blockschiff versenkt.

## Geschichte

### Vorkriegsjahre
Die Tannenfels gehörte zu den Motorfrachtern der Ehrenfels-Klasse, die ab 1936 in den Dienst der DDG „Hansa“ kamen. Bis zum Kriegsbeginn 1939 erhielt die DDG „Hansa“ acht Frachter dieses Typs für ihre Dienste zum Persischen Golf und Burma. Lieferanten waren drei Werften an der Weser. Die Tannenfels war das einzige Schiff der Serie, das von der Deschimag, Werk Seebeck, hergestellt wurde. Sie entstand dort unter der Baunummer 581 und lief am 9. April 1938 als sechstes Schiff der Serie von Stapel.
Die neue Tannenfels kam am 11. Juni 1938 als siebtes Schiff der Ehrenfels-Klasse in den Dienst der DDG „Hansa“, nach dem Typschiff und drei weiteren Neubauten von der Deschimag Werk Weser sowie zwei Neubauten des Bremer Vulkan. Der Neubau hatte eine Länge von 155,47 m lang, war 18,69 m breit und hatte einen Tiefgang von 8,26 m. Vermessen war das Schiff mit 7840 BRT und es konnte bis zu 10.663 tdw tragen. Angetrieben wurde es von zwei 6-Zylinder-doppelt-wirkenden Zweitakt-Dieselmotoren der Bauart AG Weser-MAN, Typ D6 Zu 53/76, die zusammen 7600 PSe leisteten und über ein Getriebe auf eine Schraube wirkten. Sie ermöglichten eine Geschwindigkeit von 16 kn.
Die Tannenfels wurde auf den Liniendiensten der Reederei in den Mittleren Osten eingesetzt. Bei Kriegsbeginn 1939 suchte sie den Hafen von Kismaayo/Chisimaio im Süden der damaligen italienischen Kolonie Somaliland als Zuflucht auf.

### Kriegsschicksal
Die Tannenfels blieb bis zu Beginn des Jahres 1941 im Hafen des im Juni 1940 dem Krieg beigetretenen italienischen Verbündeten. Als die Besetzung von Italienisch-Ostafrika durch britische Truppen drohte, verließ sie am 31. Januar 1941 noch rechtzeitig Chisimaio. An Bord befand sich auch die Prisenbesatzung unter Leutnant z.S. Emil Dehnel, die den alten jugoslawischen Dampfer Durmitor mit 260 Gefangenen des Hilfskreuzers Atlantis im Herbst 1940 nach Somaliland gebracht hatte.
Am 10. Februar traf die Tannenfels die Atlantis mit ihrer Prise Speybank, zu denen am 11. auch noch der aufgebrachte Tanker Ketty Brøvig trat. Alle vier Schiffe hatten bestimmte Defizite in ihrer Ausrüstung, und der Kommandant des Hilfskreuzers versuchte die vorhandene Ausrüstung und Versorgungsgüter nach den Aufgaben der einzelnen Schiffe zu verteilen. Die Speybank sollte, nach einem zeitweiligen Einsatz als Begleiter und Aufklärungsschiff des Hilfskreuzers, wegen ihrer wertvollen Ladung als Prise nach Europa gehen. Die Ketty Brøvig sollte als Versorgungstanker und Hilfsschiff auch für andere deutsche Einheiten dienen, ihre Besatzung wurde allerdings weitgehend durch die Heimkehrer der Atlantis unter Leutnant Dehnel ersetzt. Die durch den langen Hafenaufenthalt in keinem guten Zustand befindliche Tannenfels sollte mit den (neuen) Gefangenen der Atlantis nach Westfrankreich durchbrechen.
Am 12. Februar wurden der Austausch und die Versorgung beendet und, um den Treibstoffüberfluss zu teilen, der Marsch nach Süden zu einem Treffen mit dem Panzerschiff Admiral Scheer angetreten, das am 14. bei sehr schlechtem Wetter getroffen wurde. Vom 14. bis zum 17. Februar blieben das deutsche Panzerschiff, der Hilfskreuzer mit seinen Prisenschiffen Ketty Brövig und Speybank und die Tannenfels ca. 1000 sm östlich von Madagaskar zur Versorgung und zum Austausch von Nachrichten zusammen. Die Admiral Scheer übernahm entgegen der Empfehlung der SKL 1200 t Diesel aus der Ketty Brövig, die anschließend noch den Hilfskreuzer und die Tannenfels betankte. Der gekaperte Tanker lief anschließend in Richtung Australien, um dort weitere deutsche Einheiten zu versorgen. Beim Zusammentreffen mit der aus Massaua ausgebrochenen Coburg am 4. März überraschte der australische Kreuzer Canberra die beiden Schiffe, der durch die Funkaufklärung auf ihre Spur gesetzt worden war. Unter Feuer genommen, versenkten sich die deutschen Schiffe selbst, da ein Entkommen unmöglich erschien, zumal neben der Canberra noch der Kreuzer Leander eintraf.
Die Tannenfels wurde mit den Gefangenen nach Westfrankreich entlassen und erreichte Bordeaux am 19. April 1941. Dort traf am 10. Mai nach kurzem Zusammenwirken mit der Atlantis auch die Speybank ein, die vom ehemaligen 1. Wachoffizier der Tannenfels, Leutnant z.S. Paul Schneidewind, geführt wurde, der sie dann auch als Hilfsschiff Doggerbank der Kriegsmarine weiter befehligte.

### Blockadebrecher
Teile der überwiegend zivilen Besatzung der Tannenfels erhielten nach dem Erreichen von Frankreich militärische Auszeichnungen. Das Schiff wurde überholt und wurde ein U-Boot-Etappenversorgungsschiff. Es wurde dem Marinesonderdienst zugeteilt, der sich bemühte, einen regelmäßigen Frachtdienst von und nach Japan aufzubauen. Die Tannenfels verließ am 2. Februar 1942 Bordeaux unter Kapitän Haase mit einer Ladung Militärgüter und Werkzeugmaschinen und traf am 12. Mai 1942 in Yokohama. Es war die siebte Abfahrt eines Blockadebrechers ab Bordeaux sowie die fünfte erfolgreiche Reise von Westfrankreich nach Japan. Am 8. August 1942 begann die Rückfahrt aus Yokohama nach Bordeaux als 16. Schiff aus Japan mit einer Ladung kriegswichtiger Rohstoffe wie Kautschuk, Wolfram, Titan, Kupfer, Opium und Chinin sowie Speiseöl und Fette. Unterwegs sollte der Blockadebrecher mit den Hilfskreuzern Thor, Michel und Stier zusammentreffen.
Am 29. August 1942 traf sie im Indischen Ozean die Thor und übernahm deren Gefangene von den drei letzten Opfern, den norwegischen Tankern Herborg und Madrono (beide als Prisen nach Japan geschickt) sowie dem versenkten britischen Kühlschiff Indus. Am 21. September traf sie dann im Südatlantik die Michel und übernahm auch deren Gefangene, gab aber auch Versorgungsgüter an den Hilfskreuzer ab. Am 25. September traf sie dann auch noch die Stier, für die sie ein neues Nakajima-Seeflugzeug an Bord hatte, das sich bei genauer Untersuchung aber als unbrauchbar herausstellte.

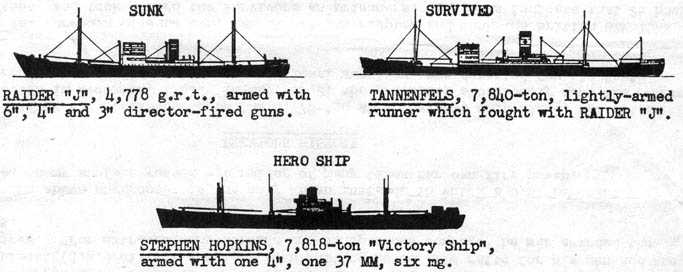
Die Beteiligten des Seegefechts vom 27. September 1942

Die Stier und die Tannenfels lagen am frühen Morgen des 27. September gestoppt beieinander, als sie bei schlechter Sicht und starkem Seegang ein Schiff entdeckten, das die Flucht ergriff. Es handelte sich um das amerikanische Liberty-Schiff Stephen Hopkins (7181 BRT) auf seiner Jungfernfahrt. Die „Flucht“ des amerikanischen Schiffes diente vor allem dazu, die einzige schwerere Waffe des Frachters, eine auf dem Heck montierte 102-mm-Kanone, zum Einsatz bringen zu können. Der Stier gelang zwar die Versenkung der Stephen Hopkins, sie erhielt aber selbst so schwere Treffer, das auch sie aufgegeben werden musste. Ihr Ruder war unbrauchbar und die Ölversorgung der Maschine und die Elektrik schwer beschädigt. Ein mit Bordmitteln nicht mehr zu stoppender Brand drohte auch eine Explosion der noch vorhandenen Munition, insbesondere der Torpedos, auszulösen, so dass die Räumung des Hilfskreuzers angeordnet wurde.
Die Tannenfels hatte sich nicht am Gefecht beteiligt, da sie nur über leichte Waffen verfügte, und lediglich versucht, den Funk der Stephen Hopkins zu stören. Sie übernahm dann auch noch die Besatzung des aufgegebenen Hilfskreuzers und erreichte am 2. November 1942 die Girondemündung, trotz der wenigen Vorräte für die Zahl der Menschen an Bord und der geringen Treibstoffbestände. Der zur Hilfe gerufene Hilfskreuzer Michel lief nicht zum Ort des Gefechts, da er eine britische Falle vermutete.

### Das Ende derTannenfels

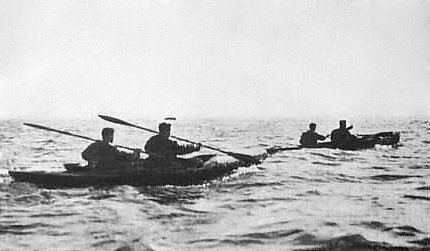
Die Angreifer der Tannenfels

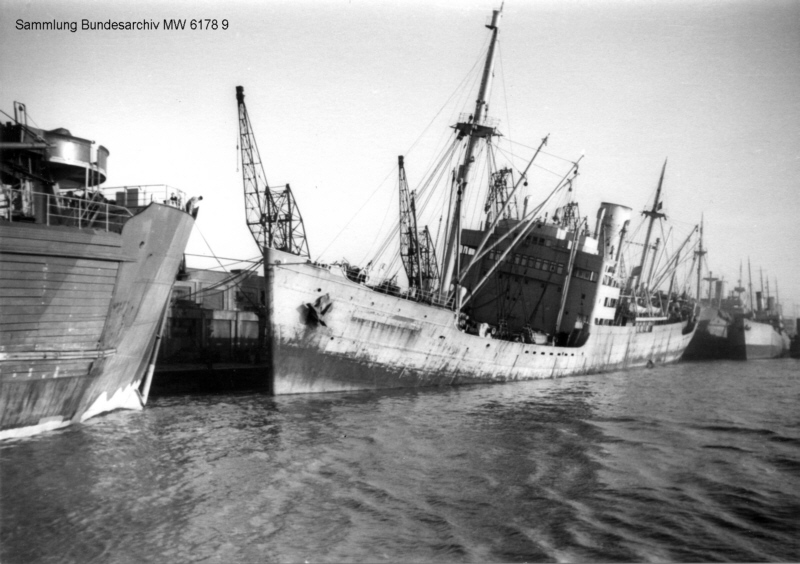
Die durch Haftminen beschädigte Tannenfels am Kai in Bordeaux

Die Tannenfels sollte auch weiterhin als Blockadebrecher dienen. Allerdings wurde sie am 12. Dezember 1942 durch einen mit Faltbooten angreifenden britischen Commando-Raid schwer beschädigt und sank am Kai wie die Alabama (5641 BRT), die Portland (7132 BRT), die Dresden (5576 BRT) und der Sperrbrecher 14 (Bockenheim ex norw. Tai Ping, 7019 BRT). Mit sechs Faltbooten sollten 12 Commandos in den Hafen von Bordeaux eindringen und so viele Schiffe wie möglich versenken. Eines der Boote fiel schon beim Versuch, es vom U-Boot Tuna zu Wasser zu bringen, aus, so dass nur fünf Boote mit zehn Mann in die Gironde paddelten. Zwei weitere Boote gingen schon in der ersten Nacht bei schwerer See verloren, so dass nur drei Boote tatsächlich die Küstengewässer erreichten. Ein weiteres Boot ging am folgenden Tag verloren.
Die beiden verbliebenen Boote führten den geplanten Angriff nach einem Ruhetag in der Nacht zum 12. Dezember, vier Tage nach dem Verlassen der Tuna, durch und versuchten ihre Haftminen an verschiedenen Stellen an beiden Ufern des Hafens anzubringen. Durch Zufall trafen sich beide Boote auf dem Rückweg. Der kommandierende Offizier entschied, die Boote zu versenken und getrennt zu Fuß die spanische Grenze zu erreichen. Nur zwei der eingesetzten Männer erreichten die Heimat. Die Deutschen fassten sechs Mann, von denen nur zwei bis nach Bordeaux gekommen waren. Die in der Girondemündung auf dem Anmarsch gefasste Besatzung wurde in der Nacht erschossen, als die verbliebenen Boote ihre Haftminen ausbrachten, die mit ihren Zeitzündern erst am folgenden Morgen explodierten. Die Besatzung des zweiten Einsatzbootes wurde schon drei Tage nach dem Angriff gefasst, dazu die Besatzung eines auf dem Anmarsch abgetriebenen Bootes, die sich an Land retten konnte, vor Jahresende. Diese vier Soldaten wurden im Frühjahr 1943 in Paris erschossen.
Die Tannenfels wurde, wie die meisten der beschädigten Schiffe, wieder instand gesetzt und war mit anderen Schiffen für eine erneute Fahrt nach Japan Ende 1943 einsatzbereit. Die hohe Verlustquote der Fahrten des Marinesonderdienstes 1943 führte allerdings zur Aufgabe des Einsatzes von Überwassereinheiten.
Wie andere ehemalige Blockadebrecher wurde die Tannenfels im August 1944 in der Gironde als Blockschiff versenkt, um die Nutzung des Hafens durch die Alliierten zu verhindern.